# Abbaye du Perray-aux-Nonnains
L'abbaye du Perray-aux-Nonnains (appelée également l'abbaye Notre-Dame du Perray-aux-Nonnains) est une ancienne abbaye bénédictine puis cistercienne, situé sur la commune d'Écouflant, au nord-est d'Angers. Le monastère fut édifié en 1180 par la volonté du seigneur de Sablé, Robert IV de Sablé, et prit le nom de "Notre-Dame pour les bénédictins". 
En 1247, après bien des vicissitudes, les bénédictins laissèrent la place à des nonnes et l'abbaye changea d'ordre religieux au profit des abbesses cisterciennes, de l’ordre de abbaye de Cîteaux en Anjou, diocèse d'Angers dans le Baugeois.

## Histoire
Robert IV de Sablé, seigneur de Sablé, est le onzième maître de l'ordre du Temple. Il a combattu au côté de Richard Cœur de Lion pendant la troisième croisade. Il fonda deux abbayes, celle du Perray-aux-Nonnaines et plus tard, l'abbaye du Perray-Neuf.
Quand il se décida à suivre son ami le roi Richard à la troisième croisade, il s'y disposa par de pieuses fondations. Celle du Perray, à Écouflant, sous le vocable de "Notre-Dame pour les Bénédictins", datée de l'an 1180. Le fondateur et patron lui attribue des terres et des privilèges dans les paroisses d'Écouflant, de Briollay et de Saint-Sylvain-d'Anjou. Marguerite de Sablé, sa fille, par un acte de 1200, lui donna des terres, des jardins, des cens sur les fours banaux, les bois, les prairies d’Écouflant ; et Geoffroy de Cornillé, frère de Marguerite, y ajouta des rentes en blé sur Vauchrétien. Mais l'abbaye, avec son revenu de 5 000 livres, n'eut pas une longue prospérité, et nourrissait misérablement trois moines en 1228. Les guerres et la commende eurent raison de la ferveur et conduisirent l'abbaye sur un chemin de décadence. Guillaume des Roches, époux de Marguerite de Sablé, contribua au soutien financier des deux abbayes de son beau-père. Ils transféreront l'abbaye du Perray-Neuf à Précigné. À leurs morts, survenues la même année de 1222, Guillaume et Marguerite furent inhumés à l'intérieur de l'abbaye du Perray-aux-Nonnains. 
La comtesse de La Flèche et la comtesse de Beaumont obtinrent du pape Innocent III le remplacement des bénédictins par des religieuses cisterciennes en janvier 1247, sous le patronage de l'abbé de l'abbaye de Louroux. L'abbaye prit dès lors le nom du Perray-aux-Nonnains,. 
La nouvelle dénomination de l'abbaye dite "aux Nonnains"  ou nonain, vient du latin Nonna, qui signifie : « nonne, religieuse ».
À Angers, l'hôtel du Perray appartint aux abbesses de l'abbaye du Perray-aux-Nonnains. Elles firent construire cette demeure en 1570. L'appellation "hôtel du Perray" en usage restait encore au XVIIIe en souvenir de son occupation primitive. Mais dès la fin du XVIe, cet édifice appartint à François de la Coussays, sieur de Longueville.